# I kväll och varje kväll
I kväll och varje kväll (engelska: Tonight and Every Night) är en amerikansk musikalfilm från 1945 i regi av Victor Saville. Filmen handlar om kärlek och tragedier i krigets skugga i en musikalshow i London, som vägrade att ställa in en enda föreställning under Blitzen. Rita Hayworth spelar en amerikansk showgirl som blir kär i en RAF-pilot spelad av Lee Bowman. Filmen blev nominerad för två Oscars: för bästa sång ("Anywhere") och bästa filmmusik. Rita Hayworths nummer "You Excite Me", räknas ofta som Hayworths bästa framförande.

## Rollista i urval
- Rita Hayworth - Rosalind Bruce (sång dubbad av Martha Mears)
- Lee Bowman - gruppchef Paul Lundy
- Janet Blair - Judy Kane
- Marc Platt - Tommy Lawson
- Leslie Brooks - Angela
- Professor Lamberti - Fred, The Great Waldo
- Dusty Anderson - Toni
- Stephen Crane - Observer Leslie Wiggins
- Jim Bannon - Life-fotograf
- Florence Bates - May Tolliver
- Ernest Cossart - Sam Royce
- Richard Haydn - Specialty
- Philip Merivale - Pastor Gerald Lundy
- Patrick O'Moore - David Long
- Shelley Winters - Bubbles (ej krediterad)

## Musik i filmen i urval
- "What Does an English Girl Think of a Yank?", musik av Jule Styne, text av Sammy Cahn, framförd av Rita Hayworth (dubbad av Martha Mears)
- "You Excite Me", musik av Jule Styne, text av Sammy Cahn, framförd av Rita Hayworth (dubbad av Martha Mears)
- "Anywhere", musik av Jule Styne, text av Sammy Cahn, framförd av Janet Blair
- "The Boy I Left Behind", musik av Jule Styne, text av Sammy Cahn, framförd av Rita Hayworth (dubbad av Martha Mears) & Janet Blair
- "Cry and You Cry Alone", musik av Jule Styne, text av Sammy Cahn, framförd av Rita Hayworth (dubbad av Martha Mears)
- "Tonight and Every Night", musik av Jule Styne, text av Sammy Cahn, framförd av Rita Hayworth (dubbad av Martha Mears)